# Berlinova

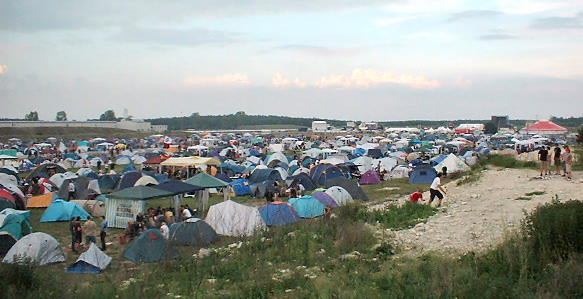
Zelte auf dem Berlinova 2004

Berlinova ist der Name eines Musikfestivals, das von 2003 bis 2005 jährlich in Luckau stattfand.
Im Raum Berlin war dieses Festival einzigartig, da es auf keine Musikrichtung beschränkt war und nationale sowie internationale Künstler aufweisen konnte. Dabei setzten die Veranstalter im Gegensatz zu den großen Festivals auf einen vergleichsweise kleinen Preis, buchten aber kaum kostenintensive Weltstars, sondern beschränkten sich auf Bands mit treuer Fangemeinde.
Kritiker bemängelten, dass sich wegen der Buchung von Bands aus verschiedensten Stilrichtungen eine zu große Stilvielfalt ergab, unter welcher die Qualität des Festivals leide. Auch der mangelnde Support der Festivalbesucher durch die Veranstalter wurde kritisiert. Zudem wurden in den letzten Jahren die Internetseiten des Festivals nur in unregelmäßigen Zeitabständen aktualisiert und die Besucher nur unzureichend über den Ablauf informiert.
Das bisher letzte Berlinova fand vom 10.–12. Juni 2005 statt, musste aber aufgrund der gleichzeitig stattfindenden Festivals Hurricane und Southside und des damit verbundenen Mangels an verfügbaren Künstlern mit einem deutlichen Besucherrückgang auskommen. Im Jahr 2006 sollte das Festival am 2. September an nur einem Abend in der Berliner Waldbühne stattfinden, wurde aber aufgrund des parallel stattfindenden Feuerwerkwettkampfes Pyronale auf dem angrenzenden Maifeld und den daraus resultierenden Lärmüberschneidungen abgesagt. Das angekündigte Lineup bestand unter anderem aus den Bands Wir sind Helden, Tomte und Babyshambles.

## Line-up

### 2003
4Lyn, Alternative Allstars, ASD, Beatsteaks, Boysetsfire, Chung, Deadline, Donots, Farmer Boys, Gentleman, Glamour to Kill, Hanin Elias, Hell Is for Heroes, Kettcar, Kosheen, Ladytron, MIA., Muff Potter, NOFX, Olli Schulz, Pale, Puppetmastaz, Readymade, Seeed, Terrorgruppe, The Aim of Design Is to Define Space, The Hellacopters, The Monochords, The Streets, Tomte, Tricky, Turntablerocker

### 2004
2raumwohnung, 4Lyn, Audio Underwear, Automato, Beginner, Billy Talent, Björn Again, The Black Eyed Peas, Das Bo, Carmen Consoli, Chemical Reaction Food, Culcha Candela, Distillers, Division of Laura Lee, Electric Eel Shock, Element of Crime, Eskobar, Everest, Fear Factory, Kool Savas, Lexy & K-Paul, Lord Bishop, Marr, Massive Attack, Mellow Mark, Millencolin, The Modernist, Motörhead, Mr. X & Mr. Y, Nova International, Patrice & Shashamani Band, Raketen, Reinhard Voigt, Sick of It All, Spitting Off Tall Buildings, Sportfreunde Stiller, Stereo MCs, Superdefekt, Teitur, Tigerbeat, Tok Tok, Virginia Jetzt!, The Weakerthans

#### DJs
Assoto Sounds Connaisseurs, Dynamite MC, Geo, Grand Hotel van Cleef, DJ Night, Gunjah, L.U.P.O., Miss Yetti, Rok, Speiche, Superpitcher, Westbam, DJ Zinc

### 2005
Adzuki, AK4711, Apparat, Azad, Azuki, Beathovenz, Boozed, Brainless Wankers, Bushido & Band, Das Bo, Deine Lieblings Rapper Aka Harris & Sido, Die Happy, Dizzee Rascal, Donots, Dorfdisko, EL*KE, Fenin, Flush, Goldie Lookin Chain, IAMX, Julia, Kettcar, Kook Feat. Roxxy Bione, Madsen, Mando Diao, MIA., Montreal, MTC Yaw & DJ Ronaldo, Muff Potter, Ohrbooten, Olli Schulz und der Hund Marie, One Fine Day, The Others, Peter Grummich, Phon.O, Sam Ragga Band, Scala & Kolacny Brothers, Shaka Ponk, Sin City Circus Ladies, Sometree, T.Raumschmiere & Band, Tele, The Busters, Tocotronic, Tomte, Tribute to Nothing, Turbonegro, Vanessa Mason, ZSK